# Marzán (przystanek kolejowy)
Marzán – przystanek kolejowy kolei wąskotorowej FEVE w Foz, w Galicji, w Hiszpanii.
| Marzán                                 |  |                       |
| Linia Ferrol – Oviedo/Gijon (125,2 km) |  |                       |
| Fazouroodległość: 4,0 km               |  | Foz odległość: 2,1 km |